# Черняев, Анатолий Алексеевич
Анато́лий Алексе́евич Черня́ев (18 августа 1939 года — 16 января 2022 года) — российский учёный в области экономики АПК, академик РАСХН (2001), академик РАН (2013).

## Биография
Родился 18 августа 1939 года в с. Еленовка Балтайского района Саратовской области. Окончил Саратовский СХИ (1961) и аспирантуру ВНИЭСХ (1965—1968). В 1968 году защитил кандидатскую диссертацию. на тему «Производительность труда в молочном скотоводстве и резервы её роста».
В 1968—1981 работал в Поволжском филиале ВНИЭСХ: младший, с 1971 старший научный сотрудник, руководитель отдела (1971—1972), зам. директора по научной работе (1972—1978), директор (1978—1981).
В 1981—1989 гг. директор Поволжского филиала Всероссийского НИИ экономики, труда и управления в сельском хозяйстве.
В 1989—2015 директор, с 2016 главный научный сотрудник Поволжского НИИ экономики и организации АПК.
Доктор экономических наук (1994, диссертация «Совершенствование структурных преобразований в сельском хозяйстве Поволжья»), профессор (1999), академик РАСХН (2001; член-корреспондент с 1995), академик РАН (2013).
Заслуженный деятель науки Российской Федерации (2001).
Умер 16 января 2022 года.

## Критика Диссернета
По данным вольного сетевого сообщества «Диссернет», являлся оппонентом на защите 11 диссертаций, которые содержат масштабные заимствования, не оформленные как цитаты.

## Основные работы
Автор (соавтор) более 50 монографий и брошюр, 3 справочников экономиста сельскохозяйственного и аграрного производства.
- Орошение и его возможности: экон. взгляд на некоторые вопр. развития поливного земледелия Поволжья / соавт.: В. А. Димитрюк и др. — Саратов: Приволж. кн. изд-во, 1985. — 216 с.
- Экономические методы хозяйствования в условиях хозрасчёта и самофинансирования / соавт.: В. П. Андреев и др. — Саратов: Изд-во Сарат. ун-та, 1990. — 148 с.
- Развитие и реформирование АПК Поволжья / Поволж. НИИ экономики и орг. агропром. комплекса. — Саратов: Изд-во Сарат. ун-та, 1993. — 207 с.
- Оптимизация структуры управления и предприятий в птицеводстве / соавт.: Л. С. Черешня и др. — Саратов: Изд-во Сарат. ун-та, 1995. — 155 с.
- Справочник экономиста сельскохозяйственного производства / соавт.: А. Ф. Фогель и др. — Саратов: Стило, 2001. —239 с.
- Агропромышленный комплекс Поволжья : состояние и проблемы развития. — Саратов: Аквариус, 2003. — 138 с.
- Справочник экономиста аграрного производства / соавт.: Е. Ф. Заворотин и др. — 3-е изд., перераб. и доп. — Саратов: Приволж. изд-во, 2006. — 340 с.
- Направления повышения эффективности производства продукции животноводства в Поволжье: (вопросы теории, практики, перспективы) / ГНУ Поволж. НИИ экономики и орг. агропром комплекса. — Саратов, 2007. — 129 с.
- Методика распределения бюджетных средств на развитие АПК по муниципальным районам и сельхозтоваропроизводителям Саратовской области / ГНУ Поволж. НИИ экономики и орг. аропром. комплекса. — Саратов, 2008. — 138 с.
- Направления стабилизации агропромышленного производства в Поволжье. — Саратов: Сарат. источник, 2010. — 209 с.
- Основные направления повышения эффективности функционирования свеклосахарного подкомплекса / соавт. Е. В. Кудряшова. — Саратов: Науч. кн., 2012. — 141 с.
- Экономические проблемы импортозамещения продовольствия в АПК Поволжья / ФГБНУ «Поволж. НИИ экономики и орг. агропром. комплекса». — Саратов: Сарат. источник, 2015. — 216 с.
- Формирование и развитие агропродовольственного рынка региона / соавт.: И. В. Павленко, Е. В. Кудряшова. — Саратов: Амирит, 2016. — 131 с.